# Casteldelci
Casteldelci é uma comuna italiana da região dos Marche, Província de Pesaro e Urbino, com cerca de 511 habitantes. Estende-se por uma área de 49 km², tendo uma densidade populacional de 10 hab/km². Faz fronteira com Badia Tedalda (AR), Pennabilli, Sant'Agata Feltria, Sestino (AR), Verghereto (FC).

## Demografia
| Variação demográfica do município entre 1861 e 2011                               |
|                                                                                   |
| Fonte: Istituto Nazionale di Statistica (ISTAT) - Elaboração gráfica da Wikipedia |